# Quindina kuna
Espèce
Quindina kuna est une espèce d'opilions laniatores de la famille des Nomoclastidae.

## Distribution
Cette espèce est endémique de la province de Darién au Panama. Elle se rencontre vers Chucantí.

## Description
Le mâle holotype mesure 2,9 mm et la femelle paratype 3,1 mm.

## Systématique et taxinomie
Cette espèce a été décrite par Pinto-da-Rocha et Bragagnolo en 2017.

## Étymologie
Cette espèce est nommée en l'honneur des Kunas.

## Publication originale
- Pinto-da-Rocha & Bragagnolo, 2017 : « Cladistic analysis of the family Nomoclastidae with descriptions of a new genus and eight new species (Opiliones, Laniatores). » Invertebrate systematics, vol. 31, no 1, p. 91-123.